# Peter Osgood
Peter Leslie Osgood (20. února 1947 – 1. března 2006) byl profesionální anglický fotbalový útočník, nejznámější díky svému angažmá v Chelsea FC a Southamptonu.

## Hráčská kariéra

### Chelsea
Za Chelsea debutoval 16. prosince 1964 v 17 letech v Ligovém poháru proti Workingtonu a vstřelil oba dva góly zápasu (výhra 2:0). Po skvělých výkonech v akademii (30 gólů ve 20 zápasech) byl povolán do A–týmu. Na konci sezóny 1964/65 měl na kontě 12 branek za 8 odehraných zápasů. S Chelsea vyhrál v sezóně 1969/70 FA Cup, přičemž se stal jedním z devíti hráčů, kteří dokázali skórovat v každém kole této soutěže. Další sezónu vyhrál s Chelsea Pohár vítězů pohárů proti Realu Madrid (1:1 a 2:1, Peter střelil gól v obou zápasech). 
Po neshodách s manažerem Davem Sextonem bylo několik hráčů prodáno a Osgood v březnu 1974 zamířil do Southamptonu za tehdy rekordních £275,000. Za Chelsea odehrál 279 ligových zápasů a vstřelil 103 branek.

### Southampton, Norwich, Philadelphia Fury
Se Saints vyhrál v sezóně 1975/76 znova FA Cup při výhře 1:0 nad Manchesterem United. Za Southampton vstřelil 23 gólů ve 279 zápasech. Poté byl poslán na hostování do Norwich City. Před návratem do Chelsea ještě hrál za Philadelphia Fury, kde se ovšem trefil pouze jednou ve 22 zápasech.

### Návrat do Chelsea
V prosinci 1978 se vrátil do Chelsea, aby týmu pomohl dostat se zpět do první ligy. Hned v prvním zápase vstřelil gól, přesto to nestačilo a Chelsea podlehla Middlesbroughu vysoce 2:7. Za Chelsea odehrál ještě dalších 9 zápasů, během niž se už ovšem netrefil. V prosinci 1979 se rozhodl ukončit kariéru.

## Smrt
1. března 2006 zemřel ve věku 59 let na srdeční infarkt. Jeho popel byl uložen pod značku pokutového kopu u tribuny Shed End na Stamford Bridge.  O 4 roky později, v září 2010, byla před West Stand na Stamford Bridge Peterovi postavena socha. 